# Hans Keiter
Hans Keiter (Nordrhein-Westfalen, 22 de março de 1910 - Hamburgo, 8 de setembro de 2005) foi um handebolista de campo alemão, campeão olímpico.
Fez parte do elenco campeão olímpico de handebol de campo nas Olimpíadas de Berlim de 1936.